# Magdalena Tequisistlán
Magdalena Tequisistlán là một đô thị thuộc bang Oaxaca, México. Năm 2005, dân số của đô thị này là 6014 người.